# Anagnoste
Un anagnoste est, dans l'antiquité grecque et romaine, la personne (esclave ou affranchi) qui lit les écrits d'un maître lors de ses cours, ou des textes divers, souvent pendant les repas, pour le compte de riches particuliers, ou encore fait lecture des pièces et documents au cours des assemblées civiques. Le terme est aussi utilisé pour désigner le lecteur de textes sacrés dans l'Église ancienne et l'Empire byzantin.

## Antiquité grecque et romaine
Le substantif grec anagnôstès (ἀναγνώστης) dérive du verbe anagignôskein (ἀναγιγνώσκειν, puis ἀναγινώσκειν) qui signifie « lire », soit à haute voix (autrement dit « faire lecture » ou « donner lecture » si l'action est tournée vers un public ; mais on lisait aussi à voix haute pour soi-même), soit silencieusement. On le traduit donc, le plus souvent, par « lecteur » ; on peut aussi utiliser le calque « anagnoste », à l'instar des Romains eux-mêmes, qui préféraient, pour désigner l'esclave lecteur, employer le mot grec plutôt que son équivalent latin lector.
Si l'anecdote rapportée dans la biographie d' Aristote appelée Vita Marciana est véridique, Platon surnomma son disciple Aristote ὁ ἀναγνώστης : le mot aurait donc existé dès les années 360-350 av. n. è., ce qui est plausible. Dans la bouche de Platon, ce terme anagnôstès semble bien signifier « celui qui lit beaucoup », le « grand lecteur », le « liseur », et ne paraît pas renvoyer à une fonction permanente ou occasionnelle d' « anagnoste »,  laquelle n'est attestée avec certitude que trois siècles plus tard et n'eût pas convenu à un Aristote, certes métèque mais homme libre. Il reste que les Grecs, dans le cadre d'une société combinant esclavagisme et culture écrite, chargeaient volontiers des serviteurs lettrés de faire la lecture. La plus grande partie du Théétète de Platon (à partir de 143c jusqu'à la fin de l'ouvrage) consiste dans la lecture, par un esclave, du mémoire rédigé par Euclide de Mégare.
La fonction servile d' anagnôstès est bien établie pour ce qui concerne l'époque romaine, où elle est attestée par divers documents à partir du Ier siècle av. J.-C. Un esclave lecteur travaillant pour une communauté apparaît dans une inscription de Priène qui mentionne « l'anagnoste de la cité », et dans une inscription de l'île de Kos où il est question d'un nommé Poplios Klôdios Roufos (Πο. Κλώδιος Ῥοῦφος) « anagnoste de la gérousie (sénat local) ». Le premier siècle avant notre ère est aussi l'époque où se situent les premiers témoignages formels de l'existence d'esclaves lecteurs au service de particuliers. Crassus le Riche († 53 av. J.-C.), selon son biographe Plutarque, possédait, parmi ses très nombreux esclaves, « lecteurs, secrétaires, argentiers, intendants, maîtres d'hôtel ». Dans sa correspondance, Cicéron parle du décès de son cher Sositheus, celui de ses esclaves qui était chargé de la lecture orale, et le désigne par le terme grec anagnôstès ; même emploi du mot chez son contemporain Philodème de Gadara . 
C'était surtout, semble-t-il, pendant les repas que l'anagnoste officiait. Titus Pomponius Atticus, l'ami de Cicéron, ne manquait jamais de faire lire des textes littéraires au cours des repas où il réunissait les membres de son cercle, dans sa domus Tamphiliana, sur le Quirinal. Vers le milieu du IIe siècle de notre ère, telle était encore l'habitude de Favorinus d'Arles d'après son ami Aulu-Gelle. Pline l'Ancien, véritable bourreau de travail, se faisait faire la lecture le matin après le petit-déjeuner, l'après-midi durant la cena, et même dans son bain.

## Église ancienne et Empire byzantin
Pour plus de détails, voir l'article Lecteur (liturgie)
Dans l'Église ancienne et l'Église grecque, devenue l'Église orthodoxe byzantine, existait (et existe encore chez les orthodoxes) la fonction de « lecteur » (anagnôstès), qui, dans la hiérarchie ascendante, suivait celle de portier et précédait celle d'exorciste. Le lectorat constitua ainsi le deuxième degré de ce qui fut appelé plus tard les ordres mineurs. L'intervention de lecteurs des textes sacrés dans la liturgie est mentionnée dès le milieu du IIe siècle par Justin, puis dans la Tradition apostolique d'Hippolyte. Durant les trois premiers siècles, le lecteur pouvait lire tous les textes, mais dès le IVe siècle la lecture de l'Évangile lui fut retirée pour être attribuée au diacre ou parfois même réservée au prêtre. On pouvait devenir lecteur très jeune : Épiphane de Pavie le fut dès l'âge de 8 ans, si l'on en croit son hagiographe Ennode. L'empereur Julien, futur « Apostat », fut lecteur à Nicomédie dans sa tendre jeunesse, selon Grégoire de Nazianze.
Le ministère du lecteur consistait à lire, du haut de l'ambon, les textes des épîtres. Le nombre de lecteurs de la Grande Église fut limité par l'empereur Héraclius à 160. Les patriarches du IXe siècle Jean VII le Grammairien et Photios commencèrent leur carrière ecclésiastique comme lecteurs.